# Десегрегација
Десегрегација је акт укидања сегрегације, било да је она де факто или де јуре, чињена некој мањинској групи у друштву.